# 阿尔斯特志愿军
阿尔斯特志愿军（英語：Ulster Volunteer Force）是一个阿爾斯特忠誠主義准军事组织，成立於1966年5月。
由於該組織在1960年代末至70年代初在北愛爾蘭進行過一些針對羅馬天主教平民的暴力行動，大不列顛與北愛爾蘭聯合王國以及美利堅合眾國將其列為恐怖組織。從80年代末該組織漸漸減少其規模與活動。

## 起源
1966年5月21日，阿尔斯特志愿军在东安特里姆郡，阿马郡和贝尔法斯特成立。同时，阿尔斯特志愿军向爱尔兰共和军宣战。1969年，阿尔斯特志愿军进行一系列袭击公共设施的活动，并且开始对天主教平民进行谋杀活动。阿尔斯特志愿军希望将这些破坏活动嫁祸给爱尔兰共和军。

## 1970年代
由于在北爱尔兰暴力在20世纪70年代初开始升级，阿尔斯特志愿军攻击变得更加随意和致命。1971年12月4日，贝尔法斯特McGurk酒吧爆炸案就是一个例子。当时造成15名天主教平民死亡。这次袭击当局和媒体是最初归咎于共和派的爱尔兰共和军临时派（临时派共和军），但后来阿尔斯特志愿军承认负责。从1975年底至1977年中期，一组阿尔斯特志愿军进行了一系列令人毛骨悚然谋杀天主教平民的活动。六名受害者被随便绑架，然后殴打和折磨受害者之后杀死他们。1974年10月2日，阿尔斯特志愿军的攻击还造成12名平民死亡。在整个1970年代，阿尔斯特志愿军组织开展了更多的攻击活动。
尽管阿尔斯特志愿军在1966年7月被禁止活动过，但这项禁令在1974年4月被取消，以努力使阿尔斯特志愿军参与民主进程中。一个新政党——志愿者党在1974年6月成立，该党参加1974年10月西贝尔法斯特选区有争议的换届选举，获得2690张选票。

## 外部連結
- BBC中文網：北愛自願軍宣佈放棄武力，不再以恐怖組織的性質運作 （页面存档备份，存于）
- History of the 1912 UVF
- History of the YCV
- CAIN - University of Ulster Conflict Archive （页面存档备份，存于）
- Photographs of UVF murals （页面存档备份，存于）
- Ulster Volunteer Force